# 150 a.C.

## Eventos
- Tito Quíncio Flaminino e Mânio Acílio Balbo, cônsules romanos.
- Quinto ano da Guerra Lusitana na Península Ibérica:
  - Sob o comando do pretor Sérvio Sulpício Galba, os romanos traem e massacram os lusitanos, num dos atos mais infames da história de Roma.